# Unify
Unify je německá firma, která poskytuje softwarová i hardwarová řešení pro sjednocenou komunikaci a podnikovou komunikaci: telefonní ústředny, telefonní přístroje, VoIP telefonii a síťovou infrastrukturu, telekonferenční řešení.
Sídlo společnosti se nachází v Mnichově. Unify je přímým následovníkem telekomunikační divize koncernu Siemens (Siemens Enterprise Communication) a zaměstnává 10 000 pracovníků po celém světě.
Společnost vznikla v roce 2008 jako joint venture Siemens s americkou holdingovou skupinou The Gores Group (vlastní 51 % akcií). Společnost Unify i nadále používala logo Siemens a pokračovala ve stávajícím výrobním programu. Toto bylo důsledkem dohody, podle které může společnost logo využívat ještě 5 let. Tato lhůta uplynula v roce 2013. Od října 2013 nese společnost jméno Unify.  V roce 2016 oba akcionáři prodali firmu koncernu Atos.

## Historie
Základy dnešní společnosti leží v roce 1847 u počátku koncernu Siemens AG, tedy u firmy Telegraphen-Bauanstalt von Siemens & Halske, vyrábějící telegrafy. Společnost zaváděla telegrafní linku mezi Berlínem a Frankfurtem nad Mohanem (jedna z prvních linek v Evropě). Firma rychle expandovala do jiných teritorií i dalších oborů a v roce 1887 postavila Indo-evropskou telegrafní linku mezi Kalkatou a Londýnem (délka 11 000 km).
Telekomunikační technologie byly předmětem podnikání koncernu Siemens AG po celou dobu jeho existence. V roce 2006 vzniká divize Siemens Enterprise Communication, přímá předchůdkyně Unify.

## Produkty
Historicky se firma zabývala podnikovými telefonními systémy pod značkou Siemens HiCom. Konvergované řešení s využitím počítačové sítě se nabízí pod názvem HiPath 4000. Čistě softwarové VoIP řešení pro hlasovou komunikaci je OpenScape od verze 10. 
Tzv. kolaborativní komunikační produkt Circuit  vyvíjený od roku 2013 je určený pro zabezpečenou výměnu informací např. v rámci globálních firem: zahrnuje telefonii, textový chat, sdílení obrazovky, telekonference, sdílení souborů i videa včetně uložení na cloudu a možnosti vyhledávání. Nezávislost na platformě konkrétního přístroje má zajistit WebRTC. Stal se nosným programem díky dohodě o dalším rozvoji mezi novým majitelem Atos a původním majitelem - koncern Siemens AG ho od roku 2017 nasadil jako jednotnou platformu a přispívá k jeho vývoji.